# Perkeo
Perkeo (né Clemens Pankert 1702-1735) est le nain devenu le bouffon de la cour de l'électeur palatin Charles III Philippe du Palatinat à Heidelberg.
Né à Salorno sulla Strada del Vino, Tyrol du Sud,  au XVIIIe siècle, il est devenu une mascotte non officielle de la ville et de la région de Heidelberg (voir Les tonneaux de Heidelberg).
il est aussi devenu un personnage des chansons d'étudiants. 
Dans L'Homme qui rit de Victor Hugo, Perkeo est cité en préalable à l'intrigue, pour illustrer la bassesse de l'Homme, et particulièrement celle des Comprachicos, marchands d'enfants et créateurs de monstres de foire, au XVIIe siècle.

## Évocations
- Dans le jeu Balatro, Perkeo est un des 5 joker légendaire.